# Trận Dahaneh
Trận Dahaneh hay Chiến dịch Giải quyết Hướng đông 2 là một trận đánh tại thị trấn Dahaneh và các khu lân cận trong Chiến tranh Afghanistan. Trận đánh khởi đầu khi binh lính Mĩ và Afghanistan tiến hành một chiến dịch để chiếm thị trấn Dahaneh, ở Tỉnh Helmand thuộc miền nam Afghanistan. Các binh lính gặp phải sự phản kháng mãnh liệt từ lực lượng Taliban và tin rằng họ đã được cảnh báo về cuộc tấn công. Liên quân đã tuyên bố họ đã kiểm soát được thị trấn.

## Bối cảnh
Cuộc hành quân được khai diễn nhằm đẩy Taliban ra khỏi một cứ địa lâu năm và tái lập an ninh cho cuộc bầu cử tổng thống dự trù diễn ra trong vòng một tuần. Các đơn vị quân đội Hoa Kỳ, NATO và quân chính phủ Afghanistan cố thiết lập hàng rào an ninh để cử tri có thể tham dự cuộc bầu cử tổng thống, lần thứ nhì tổ chức tại quốc gia này. Cuộc hành quân, mang tên "Giải quyết Hướng đông 2" nhằm mục đích phá vỡ tình trạng dằng co kéo dài đã nhiều tháng trước đó trong khu vực thung lũng ở phía nam, nơi là cứ địa vững chắc của phiến quân. Khi chiếm đóng Dahaneh, phía TQLC hi vọng sẽ đẩy phiến quân vào vùng rừng núi, xa hẳn khu sinh sống của dân chúng.
Mục tiêu lúc này là cắt đường tiếp tế cho Taliban từ một hậu cứ lớn của họ và chiếm lại khu chợ trong thị trấn, với hy vọng sẽ tạo ảnh hưởng dây chuyền sang các làng mạc chung quanh, khuyến khích dân chúng hợp tác nhiều hơn với lực lượng NATO. Phía Taliban đánh thuế dân làng và lập các trạm kiểm soát ở Dahaneh, nơi là trạm buôn bán chính qua khu vực bắc tỉnh Helmand, vốn sản xuất khoảng 60 phần (????) số thuốc phiện của thế giới. Trong thời gian gần đó tổn thất của quân đội Hoa Kỳ và các quốc gia khác đã lên cao  khi mở thêm các cuộc hành quân nhằm ngăn chặn sự phát triển của lực lượng Taliban. Tổng thống Hoa Kỳ Barack Obama cũng quyết định đưa thêm 21.000 quân đến Afghanistan.

## Trận đánh

### Ngày 1
Ngày 12/8/2009, 400 binh sĩ TQLC Hoa Kỳ và 100 lính Afghanistan, với sự yểm trợ của các phi cơ phản lực chiến đấu Harrier, được trực thăng vận vào một thị trấn do Taliban kiểm soát ở vùng nam Afghanistan vào lúc rạng sáng. Các binh sĩ Mĩ chạm súng dữ dội với phiến quân, bắn hạ ít nhất 7 người. Phóng viên AP đi trong đợt đổ quân đầu tiên vào trận địa nói đã gặp phải hỏa lực của Taliban gồm súng cá nhân, súng cối, súng phóng lựu sau khi trực thăng thả quân vào sau phòng tuyến địch. Cuộc giao tranh kéo dài hơn tám giờ đồng hồ trong lúc các chiến đấu cơ Harrier bay lượn trên trời và thả trái sáng thị uy.
Phía Taliban bắn trả dữ dội đến nỗi phía TQLC Hoa Kỳ nghi ngờ rằng phiến quân có thể đã biết trước về cuộc hành quân. Các đơn vị TQLC Hoa Kỳ khác cũng gặp sức kháng cự mạnh mẽ khi tìm cách chiếm các ngọn núi quanh thị trấn Dahaneh. Một đoàn xe chở TQLC tiến được vào nơi này dù gặp mìn bẫy và các vụ nổ súng lẻ tẻ dọc đường. Đây là lần đầu tiên lực lượng quân sự dưới quyền chỉ huy của NATO tiến vào Dahaneh sau nhiều năm do Taliban kiểm soát.
TQLC Hoa Kỳ bắn hạ từ 7 đến 10 phiến quân trong ngày đầu và tịch thu khoảng 30 ký lô thuốc phiện. "Tôi nghĩ cuộc hành quân này có thể là khởi đầu của sự thay đổi," theo lời đại úy Zachary Martin, đại đội trưởng đại đội Golf, tiểu đoàn 2, trung đoàn 3 TQLC, người chỉ huy cuộc đổ quân. Một số nữ quân nhân TQLC Hoa Kỳ cũng đi theo để tiếp xúc với phụ nữ Afghan trong cuộc lục soát từng nhà của lực lượng chính phủ.